# Randka z diabłem
Randka z diabłem – spektakl Teatru Telewizji, komedia kryminalna będąca adaptacją powieści Joanny Chmielewskiej Wszyscy jesteśmy podejrzani. Reżyserem i autorem scenariusza widowiska jest Maciej Dutkiewicz.
Spektakl został zrealizowany techniką zbliżoną do filmowej w 1999 roku, tego samego roku, 3 czerwca miał swoją premierę w Teatrze Telewizji. Autorem zdjęć jest Bogdan Stachurski, a scenografię przygotował Ryszard Melliwa.

## Opis fabuły
Na potrzeby 55-minutowego spektaklu fabuła książkowa została znacznie okrojona, a liczba postaci zredukowana.
Główną bohaterką jest Joanna (w tej roli Edyta Olszówka), architekt pracująca w biurze projektów. Pragnie napisać powieść kryminalną. Wymyśla zbrodnię, która zdarzyłaby się w miejscu jej pracy. Na ofiarę wybiera Tadeusza Stolarka, nielubianego kolegę. Pomysłem dzieli się z innymi kolegami, razem omawiają motywy zbrodni, ustalają liczne szczegóły i typują mordercę. Ponadto wymyślają, że w czasie popełnienia zbrodni nikt z nich nie opuszcza biura, w związku z tym wszyscy są podejrzani. 
Wkrótce okazuje się, że w pracowni naprawdę zamordowano Stolarka, a wszyscy pracownicy byli w stanie dokonać zbrodni. Na miejsce przybywa oficer śledczy i przystojny prokurator, aby rozwikłać tę nietypową sprawę. Pomiędzy prokuratorem Wesołym a Joanną nawiązuje się romans. Tymczasem autorka całego zamieszania analizuje zbrodnię podczas rozmów z Diabłem. Sama już nie wie, czy postać ta istnieje naprawdę, czy też tylko ją sobie wymyśliła.

## Obsada
- Edyta Olszówka jako Joanna
- Kazimierz Kaczor jako Diabeł
- Jan Englert jako prokurator Wesoły
- Zbigniew Zamachowski jako Wiesio
- Piotr Urbaniak jako komisarz
- Stanisława Celińska jako Matylda
- Anna Radwan jako Jadwiga
- Tomasz Stockinger jako Zbyszek
- Paweł Deląg jako Janusz
- Krzysztof Globisz jako Witek
- Artur Dziurman jako Stolarek